# Under My Skin (singel Blue System)
Under My Skin – drugi singel promujący album Body Heat niemieckiego zespołu Blue System. Został wydany w listopadzie 1988 roku przez wytwórnię Hansa International.

## Lista utworów
7" (Hansa 111 699) (BMG) rok 1988
| Nr | Tytuł                          | Długość |
| -- | ------------------------------ | ------- |
| 1. | Under My Skin (Single Version) | 3:31    |
| 2. | Under My Skin (Dubbing)        | 3:47    |

12" (Hansa 611 699) (BMG) rok 1988
| Nr | Tytuł                         | Długość |
| -- | ----------------------------- | ------- |
| 1. | Under My Skin                 | 5:10    |
| 2. | Under My Skin (Dubbing)       | 3:47    |
| 3. | Under My Skin (Radio Version) | 3:31    |

CD (Hansa 661 699) (BMG) rok 1988
| Nr | Tytuł                             | Długość |
| -- | --------------------------------- | ------- |
| 1. | Under My Skin                     | 5:10    |
| 2. | Under My Skin (Dubbing)           | 3:47    |
| 3. | Under My Skin (Radio Version)     | 3:31    |
| 4. | Big Boys Don’t Cry (Long Version) | 5:24    |

## Lista przebojów (1988)
| Państwo    | Najwyższe miejsce |
| ---------- | ----------------- |
| Niemcy     | 6                 |
| Austria    | 12                |
| Szwajcaria | 18                |

## Autorzy
- Muzyka: Dieter Bohlen
- Autor Tekstów: Dieter Bohlen
- Wokalista: Dieter Bohlen
- Producent: Dieter Bohlen
- Aranżacja: Dieter Bohlen
- Współproducent: Luis Rodriguez